# Esteve Camps i Sala
Esteve Camps i Sala (Barcelona, novembre de 1947) és un activista i promotor cultural català i, des del 2011, és el president delegat de la Fundació Junta Constructora del Temple Expiatori de la Sagrada Família.

## Biografia
Esteve Camps va exercir la seva activitat professional a La Caixa en diversos càrrecs de responsabilitat. Al mateix temps, va ostentar diverses responsabilitats al servei de l'Església Catòlica a Barcelona. Així, va ser director de Centres Culturals Catòlics de la delegació d'Apostolat Seglar de l'Arquebisbat i també fou president del Centre Moral de Gràcia. Durant la visita de Benet XVI a Barcelona el novembre de 2010 fou el responsable del servei d'acreditacions i, des de la dedicació de la Sagrada Família, va formar part de l'equip organitzador dels actes a la Basílica. Actualment col·labora, dins de l'àmbit de la Delegació d'Economia de l'Arquebisbat, en el departament de Béns Immobles, i és conseller de Càritas diocesana i de la Residència Sacerdotal Sant Josep Oriol. En la seva etapa com a president del Centre Moral es va fer la rehabilitació de la façana històrica de la seu i del teatre, i l'entitat va obtenir el Premi Vila de Gràcia. L'octubre del 2011, Camps fou nomenat president de la Junta Constructora de la Sagrada Família, pel cardenal arquebisbe de Barcelona, Lluís Martínez Sistach, substituint en aquest càrrec a l'expresident del Parlament de Catalunya, Joan Rigol.
La seva trajectòria ha estat vinculada principalment a la vida associativa del barri de Gràcia de Barcelona. Precisament, l'any 2008 va rebre el Premi Ateneu a la trajectòria individual per la seva dedicació, durant gairebé cinquanta anys, al moviment associacionista a Gràcia. A més del Centre Moral de Gràcia, entre altres entitats ha col·laborat a la Colla Victòria de Sant Medir, en les comissions de la Festa Major de Gràcia, o en el món sardanista. Ha col·laborat en diverses publicacions sobre la història de la vila de Gràcia. Així, el 2005, va treballar en la recuperació documental de la història de la Vila de Gràcia, amb el llibre Entitats Centenàries de Gràcia. El 2010 va portar a terme un treball sobre l'origen de la romeria de Sant Medir que va rebre el premi Vila de Gràcia per la millor tasca de divulgació històrica. El 2012 es va convertir en el pregoner oficial de la Festa Major de Gràcia.

### Tasca al front de la Junta Constructora de la Sagrada Família
Com a president delegat —el president nat és l'arquebisbe—, és el responsable de la gestió de la Fundació Junta Constructora del Temple Expiatori de la Sagrada Família, l’òrgan responsable de la construcció del temple. Durant el seu període de gestió, les obres han avançat a un bon ritme i estava prevista la finalització del temple l'any 2026, centenari de la mort d'Antoni Gaudí, però l'aturament de les obres a acusa de la pandèmia de COVID-19 va malmetre aquest objectiu.
Durant el seu mandat també ha aconseguit regularitzar la llicència d'obres amb l'Ajuntament de Barcelona, l'any 2018: encara que quan es van iniciar les obres la direcció del temple va demanar una llicència a l'ajuntament de Sant Martí de Provençals —en aquells dies un municipi independent—, després de l'annexió del mateix a Barcelona el 1897 no es va tornar a formalitzar una nova llicència en el consistori barceloní. El 18 d'octubre de 2018 es va anunciar un acord entre totes dues parts pel qual es regulava la llicència del projecte i s'anunciava l'elaboració d'un pla urbanístic de millora de l'entorn, així com un projecte perquè l'estació de metro de Sagrada Família tingués un accés directe al mateix temple. En aquest acord, la Junta Constructora va acordar efectuar una compensació de 36 milions d'euros per les molèsties originades pel turisme a l'entorn veïnal, que es destinarien a realitzar millores en l'entorn i en els transports.
El 2019 també es va aconseguir que l'obra escultòrica de Josep Maria Subirachs a la façana de la Passió del temple fos declarada Bé Cultural d'Interès Nacional, segons la catalogació efectuada per la Generalitat de Catalunya, que va assenyalar que és un «episodi excepcional en l'escultura contemporània que ha convertit al seu autor en un referent essencial de l'art català». La Junta Constructora va iniciar els tràmits per aconseguir aquest reconeixement el 2017 a través d'una petició amb el suport de diferents personalitats catalanes vinculades al món de l'art i la cultura.
La tasca de Camps ha sigut criticada en ocasions per la priorització de la gestió econòmica enfront del vessant pastoral. Malgrat tot, Esteve Camps, des del seu nomenament, va treballar també en aquest sentit: des de la dedicació de la Basílica el 2010 se celebra una missa solemne al mes, aproximadament. L'accés al Santíssim es va habilitar per tal que entre 500 i 600 persones hi puguin accedir diàriament. El juliol del 2017 es van iniciar les misses internacionals en caps de setmana i en cinc idiomes, i se sumaven així misses regulars setmanals a les celebracions litúrgiques esporàdiques. El 2016 es va obrir un nou espai expositiu centrat en l'obra litúrgica d'Antoni Gaudí, un recorregut anomenat Camí de la litúrgia, situat a la part del claustre que envolta la sagristia de ponent. L'espai exposa alguns elements litúrgics dissenyats per Gaudí.